# Política do município do Rio de Janeiro

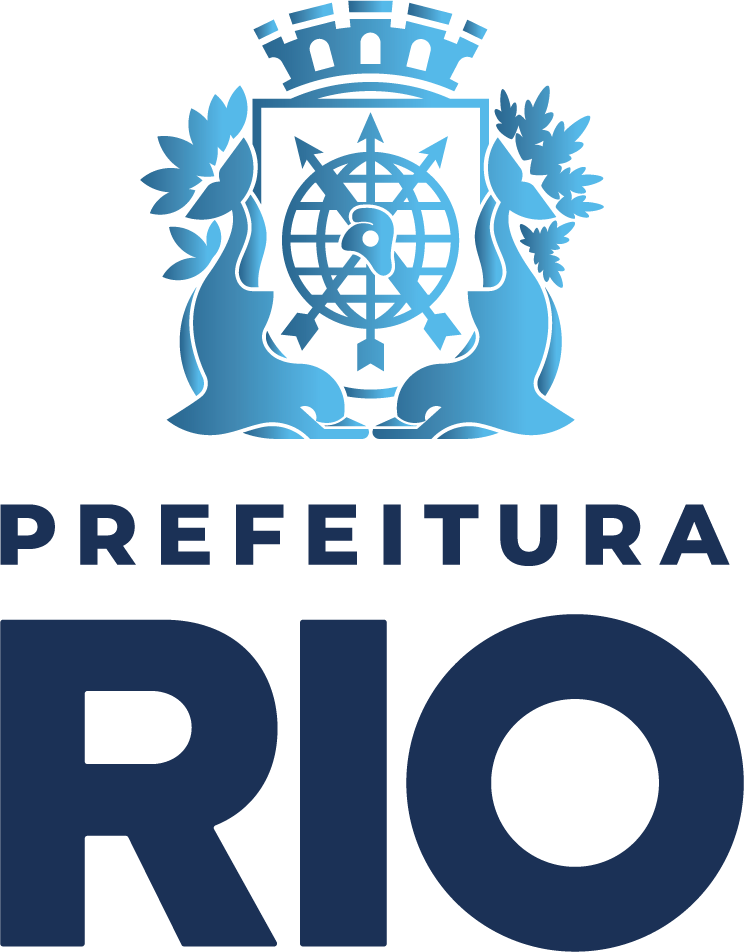
Logo oficial da Prefeitura do Rio de Janeiro.

No Rio de Janeiro, o Poder Executivo é representado pelo prefeito e gabinete de secretários, em conformidade ao modelo proposto pela Constituição Federal. A Lei Orgânica do Município e o atual Plano Diretor, porém, preceituam que a administração pública deve conferir à população ferramentas efetivas ao exercício da democracia participativa. Deste modo, a cidade é dividida em secretarias e subsecretarias municipais, empresas públicas, autarquias e fundações cada uma delas dirigida por um submandatário nomeado diretamente pelo prefeito.

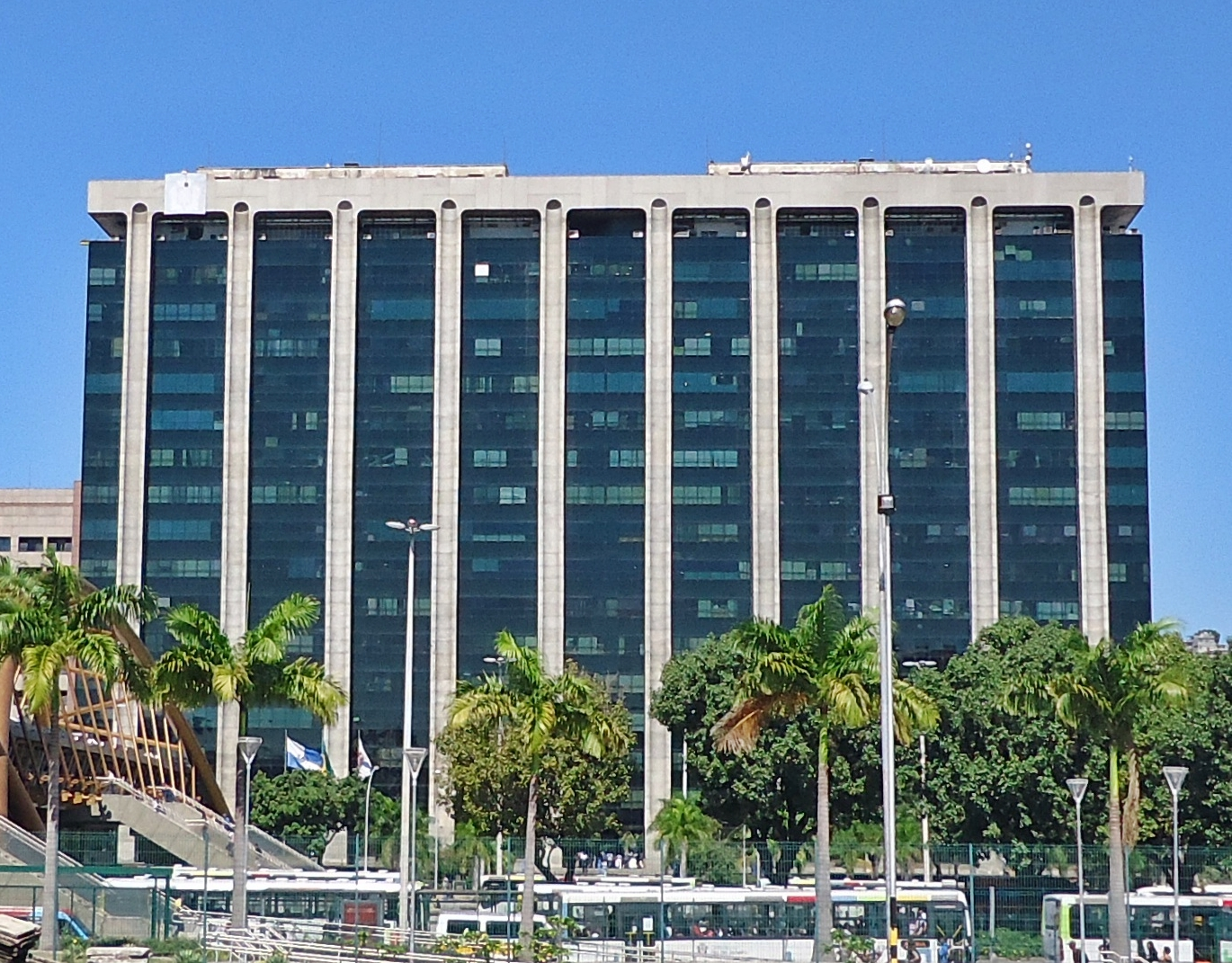
Prefeitura do Rio de Janeiro: edifício do Centro Administrativo São Sebastião (CASS).

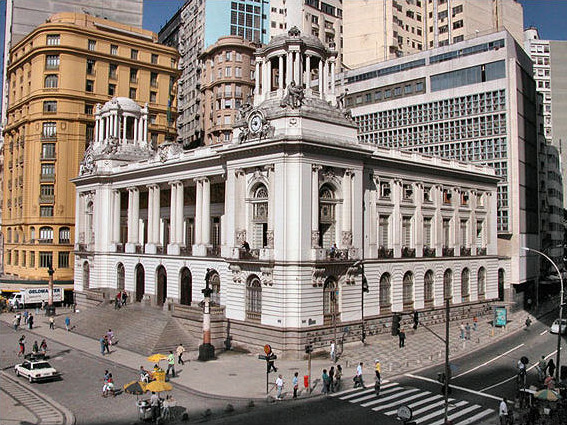
Palácio Pedro Ernesto, na Cinelândia, onde está instalada a Câmara Municipal do Rio de Janeiro.

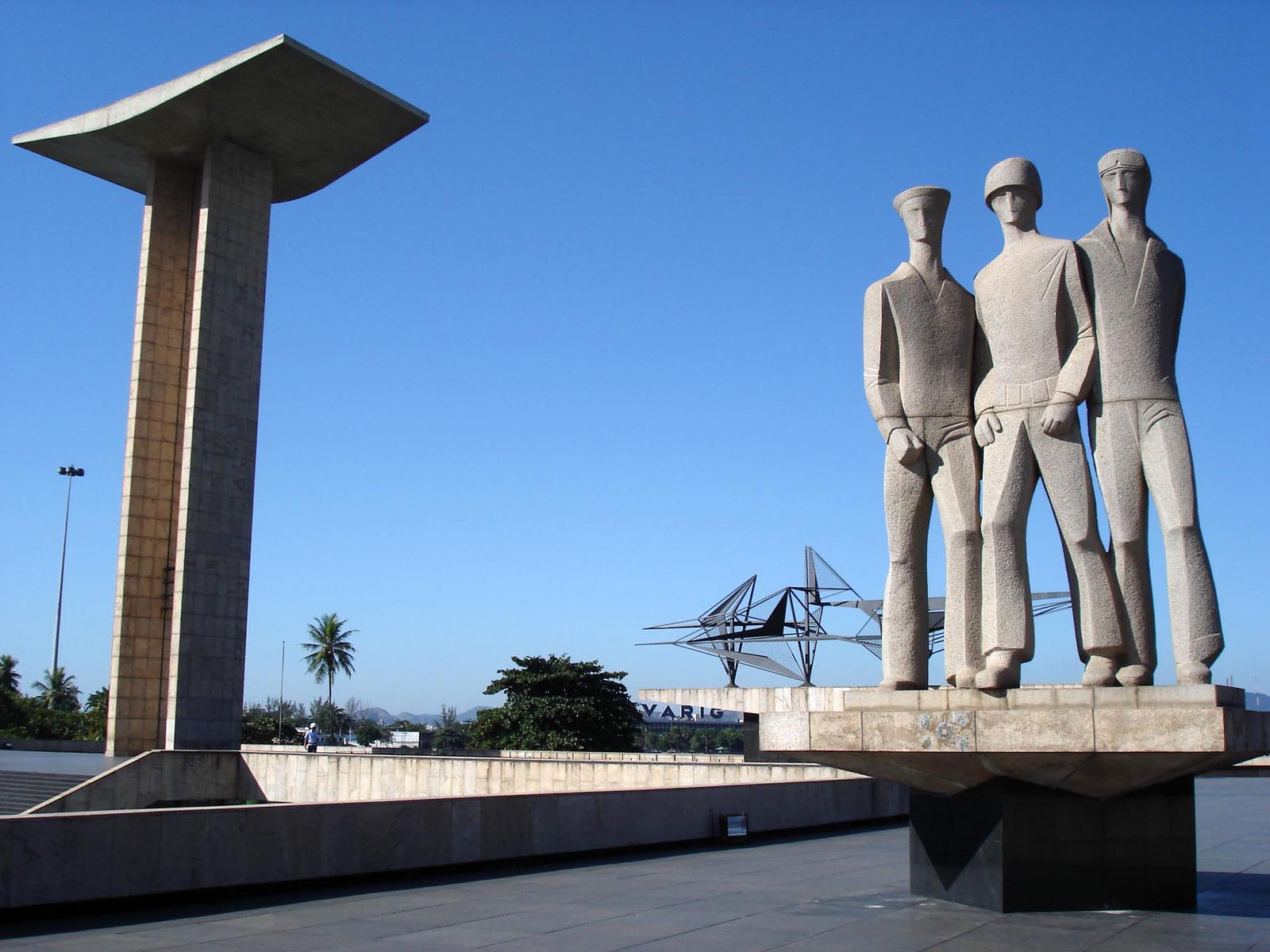
Monumento aos Pracinhas, no Aterro do Flamengo.

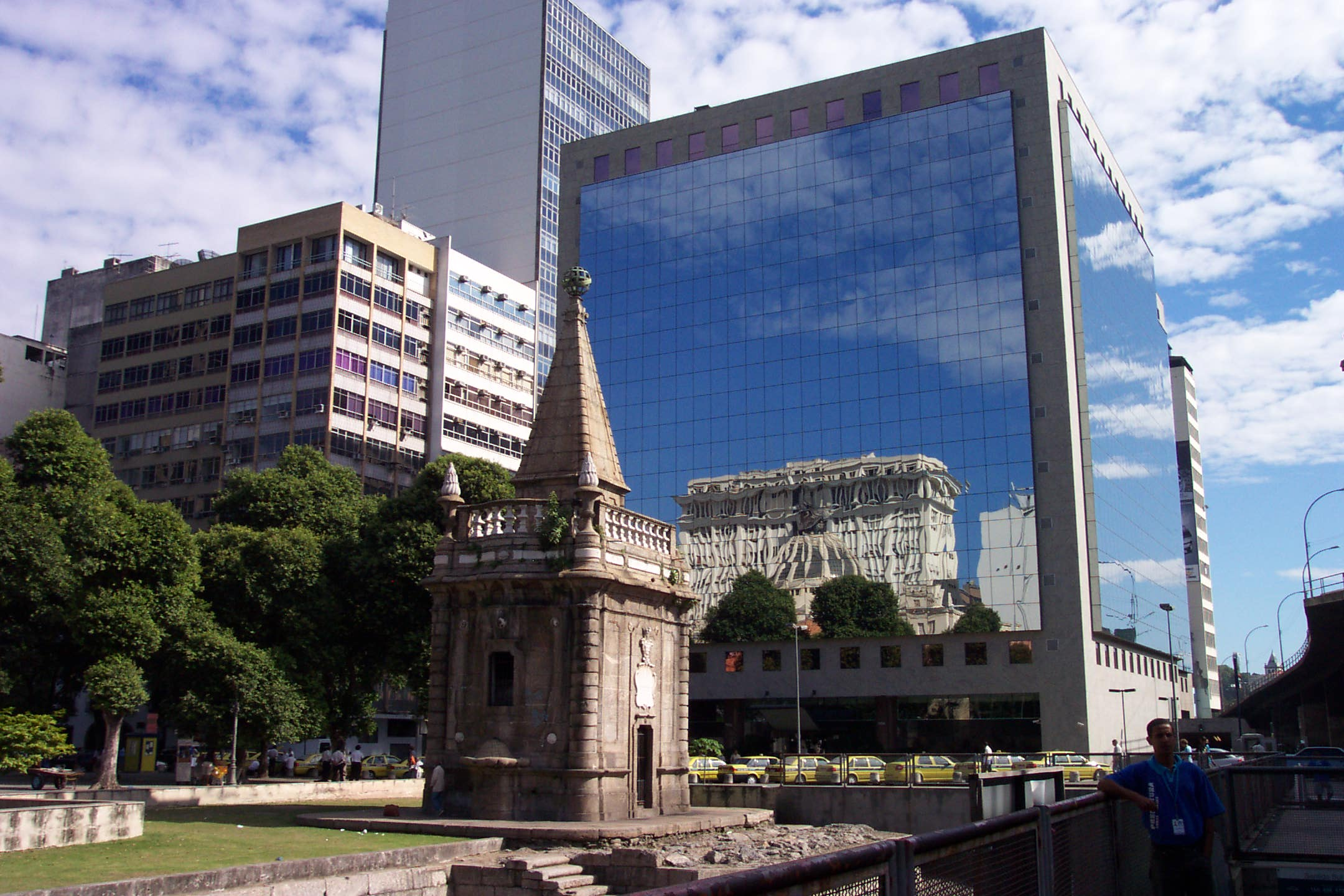
Praça XV de Novembro, no centro do Rio de Janeiro. Em primeiro plano, o Chafariz de Mestre Valentim.

O Poder Legislativo é constituído à Câmara Municipal, composta por 51 vereadores eleitos para mandatos de quatro anos (em observância ao disposto no artigo 29 da Constituição, que disciplina um número mínimo de 42 e máximo de 55 para municípios com mais de cinco milhões de habitantes). Cabe à casa elaborar e votar leis fundamentais à administração e ao Executivo, especialmente o orçamento participativo (Lei de Diretrizes Orçamentárias). Conquanto seja o poder de veto assegurado ao prefeito, o processo de votação das leis que se lhe opõem costuma gerar conflitos entre Executivo e Legislativo.
Conselhos municipais há, entretanto, que atuam em complementação ao processo legislativo e ao trabalho engendrado nas secretarias. Obrigatoriamente formados por representantes de vários setores da sociedade civil organizada, acenam em frentes distintas – embora sua representatividade efetiva seja por vezes questionada. Encontram-se atualmente em atividade: Conselho Municipal de Proteção do Patrimônio Cultural (CMPC), de Turismo, de Defesa do Meio Ambiente (CONDEMAM), de Saúde (CMS), dos Direitos da Criança e do Adolescente (CMDCA), de Educação (CME), de Assistência Social (CMAS) e Antidrogas.
Por ser a capital do estado, a cidade também é sede do Palácio Laranjeiras (Poder Executivo) e da Assembleia Legislativa do Rio de Janeiro (ALERJ), localizada no Palácio Tiradentes – edifício que já foi ocupado pelo Congresso Nacional, entre 1926 e 1960.

## Divisão administrativa
O município do Rio de Janeiro é dividido em 163 bairros, agrupados em 61 Gerências Executivas Locais (GEL). A cidade conta com 26 secretarias municipais e 8 subprefeituras: Subprefeitura da Barra da Tijuca, Subprefeitura da Grande Tijuca, Subprefeitura da Zona Norte, Subprefeitura da Zona Sul, Subprefeitura das Ilhas, Subprefeitura da Zona Oeste, Subprefeitura do Centro e Subprefeitura de Jacarepaguá.

## Secretarias municipais
- Controladoria Geral do Município - CGM
- Gabinete do Prefeito - GBP
- Procuradoria Geral do Município - PGM
- Secretaria de Esportes - SMEL
- Secretaria Especial da Juventude - JUV-RIO
- Secretaria Especial de Ação Comunitária - SEAC-RIO
- Secretaria Especial de Cidadania - SECID
- Secretaria Especial de Integração Metropolitana - SEIM
- Secretaria Especial de Políticas de Promoção da Mulher - SPM-RIO
- Secretaria Especial de Turismo - SETUR
- Secretaria Municipal de Desenvolvimento Econômico, Inovação e Simplificação -SMDEIS
- Secretaria Municipal do Envelhecimento Saudável e Qualidade de Vida - SEMESQV
- Secretaria Municipal da Pessoa com Deficiência - SMPD
- Secretaria Municipal de Assistência Social - SMAS
- Secretaria Municipal de Ciência e Tecnologia - SMCT
- Secretaria Municipal de Conservação - SECONSERVA
- Secretaria Municipal de Cultura - SMC
- Secretaria Municipal de Educação - SME
- Secretaria Municipal de Fazenda e Planejamento - SMFP
- Secretaria Municipal de Governo e Integridade Pública - SEGOVI
- Secretaria Municipal de Habitação - SMH
- Secretaria Municipal de Infraestrutura - SMI
- Secretaria Municipal do Ambiente e Clima - SMAC
- Secretaria Municipal de Ordem Pública - SEOP
- Secretaria Municipal de Planejamento Urbano - SMPU
- Secretaria Municipal de Proteção e Defesa dos Animais - SMPDA
- Secretaria Municipal de Saúde - SMS
- Secretaria Municipal de Trabalho e Renda - SMTE
- Secretaria Municipal de Transportes - SMTR

### Empresas públicas
Pertencem à prefeitura – ou, é esta sócia (majoritária ou não) em seus capitais sociais – diversas empresas responsáveis por serviços públicos ou aspectos econômicos do município:
- Companhia de Desenvolvimento Urbano da Região do Porto do Rio de Janeiro (Cdurp): instituída pela Lei complementar nº 102, é a gestora da prefeitura na Operação Urbana Consorciada Porto Maravilha. Cabe à Cdurp a articulação entre os demais órgãos públicos e privados e a Concessionária Porto Novo - que executa obras e serviços nos 5 milhões de metros quadrados da Área de Especial Interesse Urbanístico (Aeiu) da Região do Porto do Rio.
- Companhia Municipal de Energia e Iluminação (Rioluz): vinculada à Secretaria de Obras, gerencia a iluminação pública no município. Entre suas principais atribuições estão a elaboração de projetos e a execução de obras de instalação de novos pontos de luz nos logradouros públicos e em monumentos e prédios que fazem parte do patrimônio natural, histórico, arquitetônico e cultural da cidade. Também coordena a iluminação do carnaval carioca.[3]
- Companhia Municipal de Limpeza Urbana (Comlurb): tendo a prefeitura como acionista majoritária, é uma sociedade anônima de economia mista e a maior organização de limpeza pública na América Latina.[4] Atua nos serviços de coleta domiciliar, na limpeza dos logradouros públicos, praias e mobiliário urbano e na higienização dos hospitais municipais.[4] A empresa também dispõe de um centro de pesquisas aplicadas, em Jacarepaguá.[4]
- Companhia de Engenharia de Tráfego (CET-RIO): sociedade anônima de economia mista controlada pela prefeitura e vinculada à Secretaria Municipal de Transportes, é responsável pela fiscalização do trânsito, aplicação de multas e manutenção do sistema viário e de circulação da cidade. Elabora e divulga relatórios periódicos sobre acidentes e a fluidez nas vias urbanas.[5]
- Empresa Distribuidora de Filmes (Riofilme): criada em novembro de 1992, tem contribuído para a revitalização do cinema nacional ao correr dos anos, carreando verbas à produção e distribuição de filmes de curta, média e longa-metragem e à expansão dos liames do mercado exibidor.[6] Situa-se no bairro das Laranjeiras, em um casarão do final do século XIX conhecido como "Casas Rosadas".[6]
- Empresa Municipal de Artes Gráficas (Imprensa Oficial): primeira imprensa oficial de nível municipal, atende a todas as necessidades de serviços gráficos de 54 órgãos municipais de administração direta, indireta e fundacional, e edita o Diário Oficial do Município e seus suplementos.[7] Ademais, confecciona livros, panfletos, boletins, cartazes e impressos destinados a escolas e hospitais municipais e ao funcionamento de todos os serviços do Rio de Janeiro.[7]
- Empresa Municipal de Informática (IplanRio): fundada em 1979, administra os recursos de tecnologia da informação da prefeitura.[8]
- Empresa Municipal de Multimeios (MultiRio): parte integrante da Secretaria Municipal de Educação (SME), concebe e produz mídias para crianças e adolescentes, alunos de escolas municipais e seus professores e familiares, além de promover vinhetas, séries e programas educativos para a TV.[9]
- Empresa Municipal de Urbanização (Riourbe): encarrega-se do desenvolvimento de projetos e obras públicas de infraestrutura, urbanização, reformas, construções, conservação e manutenção preventiva de prédios públicos. Também elabora orçamentos, projetos de arquitetura e realiza licitações.[10] É uma empresa pública de capital fechado, tendo a Prefeitura do Rio de Janeiro como único acionista.
- Empresa de Turismo (Riotur): é o órgão executivo da Secretaria Especial de Turismo que atua na organização de grandes eventos e na promoção turística da cidade, observando a superveniência das diretrizes e programas da Administração Municipal.[11]
- Rio Eventos: é uma empresa pública que tem como função gerenciar os grandes eventos que acontecem na cidade, coordenando os órgãos municipais e dialogando com as outras esferas. [12]

### Autarquias municipais
- Instituto Municipal de Urbanismo Pereira Passos (IPP): vinculado à Secretaria Municipal de Urbanismo, encarrega-se das atividades correlatas ao planejamento urbano, à produção de informações geográficas, cartográficas e estatísticas e ao desenvolvimento de projetos estratégicos que subsidiam estudos socioeconômicos e políticas setoriais.[13] Tem sua origem na Fundação RioPlan, da qual se desmembrou em 1998. Criada em 1979 e convertida posteriormente em Empresa Municipal de Informática e Planejamento, a IplanRio conduzia projetos urbanísticos e a produção de estatísticas gerenciais, além de ser responsável pela base cartográfica do Rio de Janeiro.[13]
- Instituto de Previdência e Assistência do Município do Rio de Janeiro (PREVI-RIO): autarquia voltada ao gerenciamento do Regime Próprio de Previdência do Município – Fundo Especial de Previdência do Município do Rio de Janeiro (FUNPREVI) – e à concessão de benefícios assistenciais e prestação de serviços a seus segurados.[14]
- Guarda Municipal do Rio de Janeiro (GM-Rio): como força de segurança comunitária da prefeitura, tem por missão asseverar a integridade de bens, serviços e instalações municipais. Foi instituída a 27 de setembro de 1992, e oficialmente implantada pelo Decreto Municipal n.º 12 000, de 30 de março de 1993.[15]

### Fundações
- Fundação Cidade das Artes: a Fundação Cidade das Artes é um espaço concebido para abrigar múltiplas atividades artísticas, como exposições, apresentações de dança, teatro e música. Este complexo cultural também é utilizado para palestras, oficinas, congressos, conversas com autores, lançamentos de livros e outras atividades de formação cultural e artística.
- Fundação Instituto Rio das Águas do Município do Rio de Janeiro (RIO-ÁGUAS): A Fundação Instituto das Águas do Município do Rio de Janeiro (Rio-Águas), órgão vinculado à Secretaria Municipal de Conservação e Meio Ambiente, tem como finalidade gerir e supervisionar as atividades referentes ao manejo de águas pluviais, à prevenção e controle de enchentes e ao saneamento da Cidade do Rio de Janeiro, de acordo com sua área de atuação.
- Fundação Instituto de Geotécnica do Município do Rio de Janeiro (GEO-RIO)
- Fundação Jardim Zoológico da Cidade do Rio de Janeiro (RIOZOO): o Jardim Zoológico do Rio de Janeiro é o mais antigo do Brasil. Localizado no coração da Quinta da Boa Vista, parque imperial do bairro de São Cristóvão, o Zoológico do Rio tem uma área de 55 mil metros quadrados e um plantel de cerca de 1,3 mil animais, entre aves, primatas, répteis, peixes e felinos.
- Fundação Parques e Jardins (FPJ): A Fundação Parques e Jardins, órgão vinculado à SECONSERMA, é responsável pelo paisagismo e arborização da cidade, corresponsável pela administração dos parques municipais urbanos, além de responder pelos atos normativos referentes às questões das praças, parques e do manejo da arborização, conforme editado no Decreto nº 28 981 de 31/01/2008.
- Fundação Planetário da Cidade do Rio de Janeiro (PLANETÁRIO): A Fundação Planetário é um instrumento de pesquisa e divulgação da Astronomia e ciências afins. A Instituição oferece aos seus visitantes cursos, exposições, experimentos interativos, sessões de cúpula, visitação guiada ao museu com monitores, observações do céu semanais

## Eleições municipais
Após a transferência da capital federal para Brasília em 1960, o Rio de Janeiro ficou compreendido no novo estado da Guanabara. Em 15 de março de 1975 ocorreu a fusão com o antigo estado do Rio de Janeiro e, em 23 de julho, foi promulgada a Constituição do Rio de Janeiro.
Em 1985, o município elegeu seu primeiro prefeito por vias diretas: Roberto Saturnino Braga, do PDT. Em 1988, foi a vez de Marcello Alencar (PDT), sucedido por Cesar Maia (PMDB), vencedor das eleições de 1992. Na disputa de 1996, venceu Luiz Paulo Conde (PFL). Cesar Maia foi eleito para um segundo governo, em 2000, pelo PTB e, em 2004, reeleito. Em 2008, Eduardo Paes assumiu a prefeitura e, em 2012, foi reeleito pelo PMDB.
A partir de 1 de janeiro de 2017, quem assumiu a prefeitura foi Marcelo Crivella (Republicanos) eleito no segundo turno das eleições com 59,36% dos votos. Marcelo Crivella foi afastado do cargo, assumindo o então presidente da Câmara Legislativa do Rio, Jorge Miguel Felipe — já que o vice-prefeito eleito com Crivella, Fernando Mac Dowell, morreu, em 2018.
Em 1 de janeiro de 2021, Eduardo Paes assumiu o cargo para seu terceiro mandato na Prefeitura.